# William Smethergell
William Smethergell   (6 de gener de 1751 - 1836) va ser un compositor i músic anglès que va viure i treballar a Londres.
Bategat a l'església de "St Peter le Poer", després d'un aprenentatge de set anys, Smethergell es va convertir en l'organista de dues esglésies londinenques, "All Hallows-by-the-Tower" i "St Mary-at-Hill", càrrecs que va ocupar simultàniament durant cinquanta anys. També va ser el principal interpret de viola als "Vauxhall Pleasure Gardens". Els seus treballs supervivents inclouen dos conjunts de simfonies publicades, sis sonates de clavicèmbal, set concerts de teclat i diverses obres per a treballs menors com lieder i música per a orgue. Timothy Rishton, escrivint sobre la seva vida el 1983, assenyala que la promesa primerenca de les seves obres de teclat, algunes de les primeres que s'especifiquen per a pianoforte, no es compleix, i durant els darrers trenta anys de la seva vida va escriure poc (almenys que sobrevisqui).